# Salema Kasdaoui
Salema Kasdaoui (Tunis, Túnez, 25 de noviembre de 1984) es un futbolista tunecino. Juega de delantero y su equipo actual es el CS Sfaxien. 

## Trayectoria
En la temporada 2003-04 estuvo en el Jendouba Sport. Allí no jugó ningún partido y fue trasladado al Esperance Tunis en el que jugó desde su llegada (2004) hasta el año 2008 marcando 1 gol en 16 partidos. Luego jugó en el APEP Pitsilia de Grecia, en este club jugó la temporada 2008-09 y marcó 1 gol en 14 partidos. También jugó en el Stade Tunisien en el que participando en 12 partidos, también marcando 1 gol. Pasó por el JS Kairouan (18 partidos y 6 goles), y actualmente está jugando en el CS Sfaxien

## Selección nacional
Ha sido internacional con la Selección de fútbol de Túnez marcando 3 goles en 8 partidos. Salió campeón y fue goleador del Campeonato Africano de Naciones de 2011 con sus únicos 3 goles con la selección de Túnez.

### Participaciones con la selección
| Torneo                                  | Sede  | Resultado |
| --------------------------------------- | ----- | --------- |
| Campeonato Africano de Naciones de 2011 | Sudán | Campeón   |

## Clubes
| Club            | País   | Periodo          | PJ (G) |
| --------------- | ------ | ---------------- | ------ |
| Jendouba Sport  | Túnez  | 2003-04          | 0 (0)  |
| Esperance Tunis | Túnez  | 2004-05-06-07-08 | 16 (1) |
| APEP Pitsilia   | Grecia | 2008-09          | 14 (1) |
| Stade Tunisien  | Túnez  | 2009-10          | 12 (1) |
| JS Kairouan     | Túnez  | 2010-11          | 18 (6) |
| CS Sfaxien      | Túnez  | 2011-12          | ~      |

## Palmarés

### Campeonatos internacionales
| Título                          | Equipo | Sede  | Edición |
| ------------------------------- | ------ | ----- | ------- |
| Campeonato Africano de Naciones | Túnez  | Sudán | 2011    |

### Distinciones individuales
| Distinción                                   | Año  |
| -------------------------------------------- | ---- |
| Goleador del Campeonato Africano de Naciones | 2011 |